# Magyar Károly (főispán)
Simonthornyai Magyar Károly Ignácz (Kiskamond, 1869. július 24. – Szombathely, 1931. május 21.) Veszprém vármegye volt főispánja, földbirtokos, több jelentősebb szervezet tagja, elnöke.

## Élete
A Veszprém megyei Kiskamondon született 1869. július 24-én. Középiskolai tanulmányait – a ma Bécs részét képző – Kalksburgban és Kalocsán, az egyetemet a bécsi és a budapesti tudományegyetemek jogi karán végezte. Az ügyvédi vizsga letétele után a Magyaróvári Királyi Gazdasági Akadémián két szemeszteren át képezte tovább magát.
Különböző országos és Veszprém megyei egyletek agilis szervezője, vezetője, tagja volt. Az általa megszervezett és 1907. április 28-án megalakult Devecservidéki Gazdakör elnöke, az azonos című, negyedévenként megjelenő lapnak felelős szerkesztője, ennek hasábjain a nehéz háborús időkben is az eredményes mezőgazdálkodás lánglelkű buzdítója, községe és az egész Devecseri járás gazdatársadalmának jóakaró, pártfogó vezére volt.
1900-ban vette feleségül Isoó Vilmát, Isoó Ferenc alsólendvai ügyvéd, önkormányzati képviselő és Kiss Kornélia leányát, akitől 5 gyermeke született. Felesége anyai nagyapja Kiss Béla gyógyszerész volt, aki 1835-ben megalapította  Alsólendván az első muravidéki gyógyszertárat, a Szentháromság Patikát." Unokája dr. Őrffy László agrármérnök, rozsnemesítő volt. 

## Munkássága
Úttörő tevékenysége az egyedi termelési adatokon nyugvó korszerű állattörzskönyvezés, tenyésztés és takarmányozás terén megreformálta az egész ország szarvasmarha-állományának törzskönyvezését.
Az 1908. évi dániai és svédországi tanulmányútjain gyűjtött tapasztalatai alapján megszervezte hazánk első tejtermelést ellenőrző egyesületét. Ez az ő elnökletével, 6 birtokos összefogásával 1910. július 17-én Károlyházai Szarvasmarha Ellenőrző Egyesület néven, Kiskamond székhellyel alakult meg, és mindvégig ügybuzgó irányítója volt.
A mezőgazdaság felvirágoztatásáért végzett munkásságát és gazdálkodásának eredményeit mutatja be Dr. Magyar Károly és a kamondi gazdaság címmel az unokája, dr. Őrffy László agrármérnök által 1974-ben elkészített tanulmány.
Tagja volt a Veszprém vármegyei közigazgatási bizottságnak és az állandó bíráló választmánynak. A vármegyei gazdasági egyesületnek alelnöke, a devecservidéki gazdasági kör elnöke, még több egyletnek alkotója és szervezője. A badacsonyi borügy fellendítése körül nagy érdemeket szerzett. Az 1910. évi választáson Malonyay Tamás 848 szavazatával szemben 1542 szóval választották képviselővé.
Nyolc éven át (1910–1918) képviselte a somlóvásárhelyi kerületet munkapárti programmal, s mint országgyűlési képviselő sokszor feltűnt országos érdekességű szónoklataival. 1920-ban gazdasági főtanácsosi címet kapott, 1922-ben pedig Veszprém vármegye főispánjává nevezte ki a kormányzó.
1927 januárjában a Felsőház póttagjává választotta.
„A Felsődunántúli Mezőgazdasági Kamarának alakulása percétől tagja volt. A kuriális választási rendszer során ő volt az elnöke a kis- és nagykamondi körjegyzőségi mezőgazdasági bizottságnak, a devecseri járási mezőgazdasági bizottságnak és a Veszprém vármegyei mezőgazdasági bizottságnak. Utóbbi minőségében példaadó, irányító munkásságot fejtett ki a járási állatdíjazások kitűnően bevált megszervezése, értékes járási vándordíjak alapítása terén. A felügyelete alá tartozó mezőgazdasági bizottságok éveken át ugyancsak úttörő és példaadó munkásságot fejtettek ki. A Kamarai Értesítő lapjai, kamaránk közgyűlésének és szakosztályi üléseinek jegyzőkönyvei számos helyen örökítik meg dr. Magyar Károly kamarai tag komoly gazdaságpolitikai munkásságát.
Hivatalból régóta tagja az OMGE-GEOSz igazg. választmányának és nagytanácsának. Tagja a Győrött székelő Felsődunántuli Hitelszövetkezet igazgatóságának és a Felsődunántuli Szarvasmarhatenyésztő Egyesületek Szövetsége alelnöki testületének; – számtalan társadalmi, kulturális és vallási szervezetnek.”

## Károlyházapusztai Szarvasmarhaellenőrző Egyesület
„Az OMGE 1908-ban gazdasági tanulmányutat rendezett Dániába és Svédországba, amelyen részt vett dr. Magyar Károly is. Erről a külföldi útról hozta haza azt az eszmét, amelyet aztán a Devecseri járásban 1910-ben meg is valósított néhai Töpler Károllyal, a jelenlegi Veszprém vármegyei gazdasági egyesületi titkár édesatyjával, aki akkor Károlyházapusztán (Nagykamond) volt bérlő, valamint Ceglédy Tivadar Sárvár, Láncpusztai tejgazdasági szakiskolai igazgatóval.
Az egyesület neve Károlyházapusztai Szarvasmarhaellenőrző Egyesület volt, melynek annak idején legelső tagjai dr. Maróthy László káldi nagybirtokos, az említett Vas vármegyei gazdasági egyesületi elnök, kamaránk néhai alelnöke, Dukai Takách Ferenc földbirtokos Duka, Tarányi Ferenc földbirtokos Nyírlak (jelenlegi Vas megyei főispán), Lázár József földbirtokos Szegvár, Földváry Schmidt Károly földbirtokos Iszkáz és Sarlay János földbirtokos Kerta voltak.
Az úttörő és példaadó tejelést ellenőrző egyesület több éve működött már, s csak a közbejött háború szakította meg működését.
Az azt követő zavaros időkben az 1922-ben megszervezett kamaránk által 1925–26–27. évben kifejtett munkásság a vármegyei gazdasági felügyelői kar bekapcsolódásával hozta azokat a jelenlegi próbafejő, tejelést ellenőrző és törzskönyvező szarvasmarha-tenyésztő egyesületeket és ezek szövetségét, melyeknek előfutárjául mindig a Magyar Károly-féle úttörő kezdeményezést kell tekintenünk és felemlítenünk!”

## Parlamenti felszólalásai
- Költségvetés 1911-re (részl.)
- Választási jog reformja
- Az országgyűlési képviselők választásáról szóló törvényjavaslat
- Költségvetés 1914/1915-re (részlet)[6]

## Emlékezete
„1869-ben született Kiskamondon. A halál tehát fiatalon, 62 éves korában ragadta el. Középiskolát Kalocsán, az egyetemet Bécsben és Budapesten végezte. Ügyvédi, majd gazdasági oklevelet szerzett. Agrártevékenységét egész fiatalon kezdte, községében, illetőleg járásában: elnöke lett a devecservidéki gazdasági körnek. Járása 1910-ben mint Grófi Tisza István párthívét képviselőmandátumhoz juttatta, melyet egészen az összeomlásig megtartott. A nemzeti katasztrófa gyászos napjaiban, a forradalmak alatt az igaz magyarokkal együtt kesergett sokat szenvedett hazájának tragédiája felett. A Veszprémvármegyei Gazdasági Egyesületnek 1908 óta alelnöke, 1917. óta pedig elnöke s ebben a minőségében szerzett érdemeiért az államfő 1920-ban m. kir. gazdasági főtanácsosi címmel tüntette ki. 1922-ben a kormány bizalma Veszprém vármegye főispáni székébe ültette őt. E hivatalt nehéz és felelősségteljes időben buzgó odaadással, lelkes jóakarattal és nem kis anyagi áldozattal viselte négy és fél éven keresztül. Jó szándékú törekvéseit, eredményes főispáni munkásságát Veszprém vármegye törvényhatósága azzal hálálta meg, hogy az országgyűlés felsőházának póttagjává választotta őt.
Impozáns temetésén Holitscher Károly kamarai alelnök, a Veszprémvármegyei gazdasági egyesület ügyvezető alelnöke, Schandl Károly OMKA alelnök, devecseri képviselő és Jókai-Ihász Miklós nagyvázsonyi képviselő kamarai tagjaink képviseltek bennünket.
Mezőgazdasági szempontból olyan gazdaságtörténeti adat feljegyzése kívánkozik a róla való megemlékezésbe, amely adat egyedülállónak mondható. Dr. Magyar Károly ny. főispán, Veszprémvármegyei Gazdasági Egyesületi elnök nevéhez fűződik Magyarországon, mégpedig a békebeli Nagymagyarországon a legelső tejelésellenőrző egyesület megszervezése.”